# Trans-1,2-ジアミノシクロヘキサン
trans-1,2-ジアミノシクロヘキサン (trans-1,2-Diaminocyclohexane) は、化学式C6H10(NH2)2を持つ有機化合物である。このジアミンは、不斉合成触媒として有用なC2対称性を持つ配位子のビルディングブロックとなる。
o-フェニレンジアミンの水素化により、1,2-ジアミノシクロヘキサンの3つ全ての立体異性体の混合物が生成する。また、アジポニトリルの水素化の副産物としても生成する。trans異性体のラセミ体（(1R,2R)-1,2-ジアミノシクロヘキサンと (1S,2S)-1,2-ジアミノシクロヘキサンの1:1混合物）は、一方の鏡像異性体のみを含む（エナンチオピュアな）酒石酸を分割剤として用いることで、2つのエナンチオマーに光学分割することができる。

重要な抗がん剤であるオキサリプラチンは、R,R-ジアミノシクロヘキサンの錯体である。

## 誘導配位子
(1R,2R)- または (1S,2S)-1,2-ジアミノシクロヘキサンから生成する代表的な配位子には、ジアミノシクロヘキサンテトラ酢酸 (CyDTAH4)、トロスト配位子、またジェイコブセン・香月エポキシ化に用いるサレンのアナログがある。